# Lista delle missioni Apollo

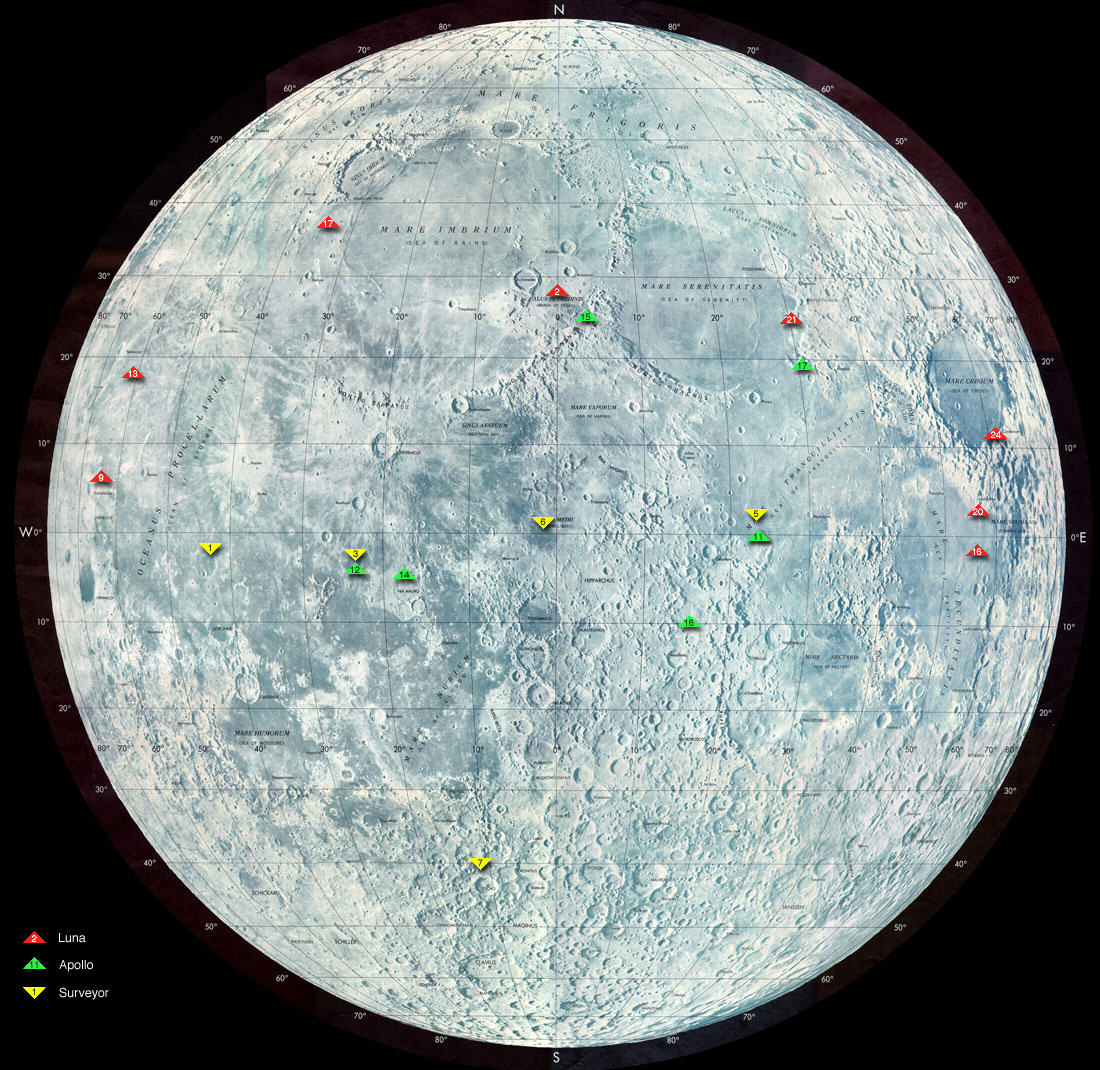
I puntini verdi indicano i luoghi di allunaggio delle missioni Apollo.

Le missioni Apollo sono state una serie di missioni spaziali, con o senza equipaggio, realizzate dalla NASA tra il 1961 e il 1975. Il programma ha avuto il suo culmine nella serie di allunaggi realizzati tra il 1969 e il 1972.
Il programma Apollo ha utilizzato quattro tipi di razzi vettori:
- Little Joe II per voli sub-orbitali senza equipaggio;
- Saturn I per voli sub-orbitali e orbitali senza equipaggio;
- Saturn IB per voli su orbite terrestri con e senza equipaggio;
- Saturn V per voli su orbite terrestri con e senza equipaggio e missioni lunari.

## Saturn I senza equipaggio
| Missione | Lancio            | Tipologia        | Risultato della missione |
| -------- | ----------------- | ---------------- | --- |
| SA-1     | 27 ottobre 1961   | Volo suborbitale | Test per il razzo S-1. |
| SA-2     | 25 aprile 1962    | Volo suborbitale | Test per il razzo S-1 e trasporto di 109 m³ d'acqua nell'atmosfera superiore per investigare gli effetti delle trasmissioni radio. |
| SA-3     | 16 novembre 1962  | Volo suborbitale | Come l'SA-2. |
| SA-4     | 28 marzo 1963     | Volo suborbitale | Verifica degli effetti dell'arresto prematuro del motore.                                                                          |
| SA-5     | 30 aprile 1966    | Volo orbitale    | Primo volo del secondo stadio. |
| A-101    | 28 maggio 1964    | Volo orbitale    | Testata l'integrità delle strutture del CSM.                                                                                       |
| A-102    | 18 settembre 1964 | Volo orbitale    | Trasporto del primo computer programmabile su un razzo Saturn I; ultimo test di volo.                                              |
| A-103    | 16 febbraio 1965  | Volo orbitale    | Trasporto del satellite Pegasus A.                                                                                                 |
| A-104    | 25 maggio 1965    | Volo orbitale    | Trasporto del satellite Pegasus B.                                                                                                 |
| A-105    | 30 luglio 1965    | Volo orbitale    | Trasporto del satellite Pegasus C.                                                                                                 |

## Little Joe II senza equipaggio
| Missione | Lancio          | Tipologia        | Risultato della missione                        |
| -------- | --------------- | ---------------- | ----------------------------------------------- |
| QTV      | 28 agosto 1963  | Volo suborbitale | Primo test per Little Joe II.                   |
| A-001    | 13 maggio 1964  | Volo suborbitale | Test fallito per il LES (Launch Escape System). |
| A-002    | 8 dicembre 1964 | Volo suborbitale | Test fallito per il Max-Q.                      |
| A-003    | 19 maggio 1965  | Volo suborbitale | LES: test per la massima altitudine.            |
| A-004    | 20 gennaio 1966 | Volo suborbitale | LES: test per il peso massimo.                  |

## Apollo-Saturn IB e Saturn V senza equipaggio
| Missione | Lancio           | Tipologia        | Risultato della missione                  |
| -------- | ---------------- | ---------------- | ----------------------------------------- |
| AS-201   | 26 febbraio 1966 | Volo suborbitale | Primo test di lancio del razzo Saturn IB. |
| AS-203   | 5 luglio 1966    | Volo orbitale    | Studi sul peso dei serbatoi.              |
| AS-202   | 25 agosto 1966   | Volo suborbitale | Test di volo sub-orbitale del CSM.        |
| Apollo 4 | 9 novembre 1967  | Volo orbitale    | Primo test dei propulsori del Saturn V.   |
| Apollo 5 | 22 gennaio 1968  | Volo orbitale    | Test dei propulsori del Saturn IB.        |
| Apollo 6 | 4 aprile 1968    | Volo orbitale    | Test dei propulsori del Saturn V.         |

## Voli con equipaggio
| Patch | Missione        | Lancio            | Equipaggio                                              | Vettore   | Tipologia        | Risultato della missione |
| ----- | --------------- | ----------------- | ------------------------------------------------------- | --------- | ---------------- | --- |
|       | AS-204/Apollo 1 | Lancio cancellato | Virgil Grissom, Edward White, Roger Chaffee             | Saturn IB | Orbita terrestre | Fallimento. mai lanciato: il modulo di comando è andato distrutto in seguito ad un incendio che ha portato alla morte dei tre astronauti, avvenuto il 27 gennaio 1967, durante un test di esercitazione. A seguito della sciagura la missione è stata rinominata Apollo 1. |
|       | Apollo 7        | 11 ottobre 1968   | Walter Schirra, Donn Eisele, Walter Cunningham          | Saturn IB | Orbita terrestre | Successo. Primo volo umano dell'Apollo e del Saturn IB. |
|       | Apollo 8        | 21 dicembre 1968  | Frank Borman, Jim Lovell, William Anders                | Saturn V  | Orbita lunare    | Successo. Primo volo umano attorno alla Luna e primo con il Saturn V. |
|       | Apollo 9        | 3 marzo 1969      | James McDivitt, David Scott, Russell Schweickart        | Saturn V  | Orbita terrestre | Successo. Primo volo umano con il Modulo Lunare (LEM). |
|       | Apollo 10       | 18 maggio 1969    | Thomas Stafford, John Young, Eugene Cernan              | Saturn V  | Orbita lunare    | Successo. Primo volo umano con il Modulo Lunare (LEM) attorno alla Luna. |
|       | Apollo 11       | 16 luglio 1969    | Neil Armstrong, Michael Collins, Buzz Aldrin            | Saturn V  | Allunaggio       | Successo. Primo volo umano atterrato sulla Luna. |
|       | Apollo 12       | 14 novembre 1969  | Charles Conrad, Richard Gordon, Alan Bean               | Saturn V  | Allunaggio       | Successo. Primo allunaggio preciso sulla Luna. |
|       | Apollo 13       | 11 aprile 1970    | Jim Lovell, Jack Swigert, Fred Haise                    | Saturn V  | Orbita lunare    | Fallimento. Serbatoio dell'ossigeno esploso durante la rotta per la Luna, allunaggio cancellato, equipaggio salvo. |
|       | Apollo 14       | 31 gennaio 1971   | Alan Shepard, Stuart Roosa, Edgar Mitchell              | Saturn V  | Allunaggio       | Successo. Alan Shepard diventa l'unico astronauta del Mercury a camminare sulla Luna. |
|       | Apollo 15       | 26 luglio 1971    | David Scott, Alfred Worden, James Irwin                 | Saturn V  | Allunaggio       | Successo. Prima missione con il veicolo Rover lunare. |
|       | Apollo 16       | 16 aprile 1972    | John Young, Ken Mattingly, Charles Duke                 | Saturn V  | Allunaggio       | Successo. Primo allunaggio sugli altipiani lunari. |
|       | Apollo 17       | 7 dicembre 1972   | Eugene Cernan, Ronald Evans, Harrison H. "Jack" Schmitt | Saturn V  | Allunaggio       | Successo. Ultima missione Apollo verso la Luna, prima missione a cui ha partecipato un astronauta scienziato. |

### Missioni cancellate
| Missione  | Data cancellazione | Equipaggio previsto                                       | Equipaggio di riserva                                   |
| --------- | ------------------ | --------------------------------------------------------- | ------------------------------------------------------- |
| AS-205    | 22 dicembre 1966   | Wally Schirra, Donn Eisele, Walter Cunningham             |                                                         |
| Apollo 18 | 2 settembre 1970   | Richard Gordon, Vance D. Brand, Harrison Schmitt          |                                                         |
| Apollo 19 | 2 settembre 1970   | Fred Haise, Bill Pogue, Gerald Carr                       |                                                         |
| Apollo 20 | 4 gennaio 1970     | Charles Conrad o Stuart Roosa, Paul J. Weitz, Jack Lousma | Stuart Roosa o Edgar Mitchell, Jack Lousma, Don L. Lind |